# Kovács István (fogalmazó)
Kovács István (Debrecen, 1863. március 4. – Debrecen, 1901. március 1.) kereskedelmi és iparkamarai fogalmazó.

## Élete
Középiskoláit szülőhelyén és Késmárkon (az V. osztályt) végezte, majd Frater Vince Bihar megyei, majd Bottlik Lajos Borsod megyei földbirtokosnál nevelősködött. Azután a kassa-oderbergi vasút szolgálatába lépett és Teschenben (Szilézia) vasúti forgalmi szolgálatot tett. 1887-ben visszament szülőföldjére és a debreceni kereskedelmi és iparkamaránál nyert alkalmazást és magánúton elvégezte a jogi tanfolyamot. A jogi alapvizsgák és államvizsgák letevése után a pécsi kereskedelmi és iparkamara fogalmazójává választották meg. Itt töltött hét éve alatt igazgatója illetve titkára volt az általa szervezett következő egyesületeknek: pécsi kereskedelmi ifjúsági kaszinó, kerületi betegsegélyző pénztár és kereskedelmi alkalmazottak betegsegélyező pénztára. 1899. február 1-jén az önálló hatáskörű debreceni kereskedelmi és iparkamarai fogalmazói állást foglalta el.
Irodalmi munkásságát 1887-ben a Debreczeni Hiradóban kezdte, melynek két évig színikritikusa is volt. Ez időtől kezdve sűrűn jelentek meg túlnyomólag szépirodalmi tárcái, beszélyei a nevezett lapban, a Debreczeni Ellenőrben, a Debreczenben; írt még a Szegedi Hiradóba, Képes Családi Lapokba és a Budapestbe. Pécsett állandó munkatársa volt a Pécsi Naplónak (1893. Kereskedő testületek, 1895. Kereskedelmi és iparkamarák reformja, 1897-98. Betegsegélyező pénztárak) és Pécsi Figyelőnek, melyekbe 1892-től többnyire közgazdasági cikkeket írt; későbbi a Magyar Iparba is dolgozott (1897. Az 1891: XIV. t.-cz. revisiójával kapcsolatban írt czikksorozat: Congresus-e vagy titkári értekezlet?); az Emléklapok Pécs sz. kir. város múltjából és jelenéből (Pécs, 1894.) c. munkában: Pécs sz. kir. város kereskedelmi viszonyai.

## Munkái
- A sziv világából. Elbeszélések. Pécs, 1894.
- Három felolvasó est. Rendezte a pécsi kereskedő ifjúság casinója. Sajtó alá rendezte ... Uo. 1895. (I. A kereszt, K.-től).
- Baranya közgazdasági és népességi viszonyai Uo. 1897.
- Ipari közigazgatás. Uo. 1898. (Iparügyi elvi határozatok és miniszteri rendeletek gyűjteménye).

### Kéziratban
- Tanulmány a ruthén nép kereseti viszonyainak javításáról.